# هیثم الفزانی
هیثم الفزانی (انگلیسی: Haitham El-Fazani؛ زادهٔ ۱۴ مارس ۱۹۸۵) یک ورزشکار اهل مصر است.
از باشگاه‌هایی که در آن بازی کرده‌است می‌توان به باشگاه ورزشی الاهلی مصر اشاره کرد.